# Zlango
Zlango es un nuevo idioma basado en imágenes, presentado primeramente para teléfonos celulares.
Este nuevo idioma será disponible para casi todas las plataformas celulares de tecnología CDMA o GSM.
El idioma está basado en dibujos con sentido común para la mayoría de los idiomas o muy fáciles de memorizar haciendo que el aprendizaje del idioma no tome más que un par de horas.
Su aplicación es tan amplia que va desde facilitar la comunicación entre personas que no tienen un idioma en común, hasta la ventaja de relacionar palabras abstractas con imágenes facilitando su memorización y su aprendizaje.
El programa está hecho en Java para GSM y en C++ para CDMA.

## Reseña
Zlango fue creado en 2004 por Yoav Lorch, autor y dramaturgo, como un intento de acortar los mensajes de texto.
Cuando descubrió que los textos abreviados solo eliminaban el 20% de las letras, decidió ingresar al campo del lenguaje pictográfico. El nombre Zlango es una combinación de jerga, jerga y lenguaje, con la letra Z como homenaje al creador del esperanto LL Zamenhof. En febrero de 2007, Zlango Ltd. anunció que había recaudado 12 millones de dólares de los capitalistas de riesgo Benchmark y Accel. Zlango Ltd. tenía su sede en Tel Aviv y tenía alrededor de 40 empleados en su apogeo. La empresa dejó de operar en 2014.
Fue creado por un grupo de israelíes en el año 2003. La empresa está situada en Ramat a Sharon, Israel.
Zlango se encuentra en uso en Israel y próximamente será lanzado en las islas del Caribe